# 提洛爾恩斯布魯克足球會
提洛爾恩斯布魯克足球會（FC Tirol Innsbruck）是一家位於奧地利蒂羅爾州因斯布魯克的職業足球會，曾經於1993年至2002年間參加奧地利超級足球聯賽。
施華洛斯基提洛爾足球會（FC Swarovski Tirol）於1992年解散，由新成立的提洛爾恩斯布魯克繼承繼續參加奧地利超級足球聯賽；在2000年、2001年和2002年連續三年贏得奧地利超級足球聯賽冠軍，然而賽季末球會財政出現問題，由於無法向聯賽支付450萬歐元保證金，因此它們失去參加奧地利超級聯賽資格，最終債務總額達1600萬歐元，提洛爾恩斯布魯克宣佈破產。新成立的恩斯布魯克華卡足球會於2002年繼承提洛爾恩斯布魯克足球會繼續參加奧地利超級足球聯賽。

## 球隊榮譽
- 奧地利超級足球聯賽：

 冠軍 (3)：1999–2000, 2000–01, 2001–02
- 奧地利盃：

 亞軍 (1)： 2000–01
- 奧地利超級盃：

 亞軍 (3)： 1993, 2000, 2001